# Rada Rassimov

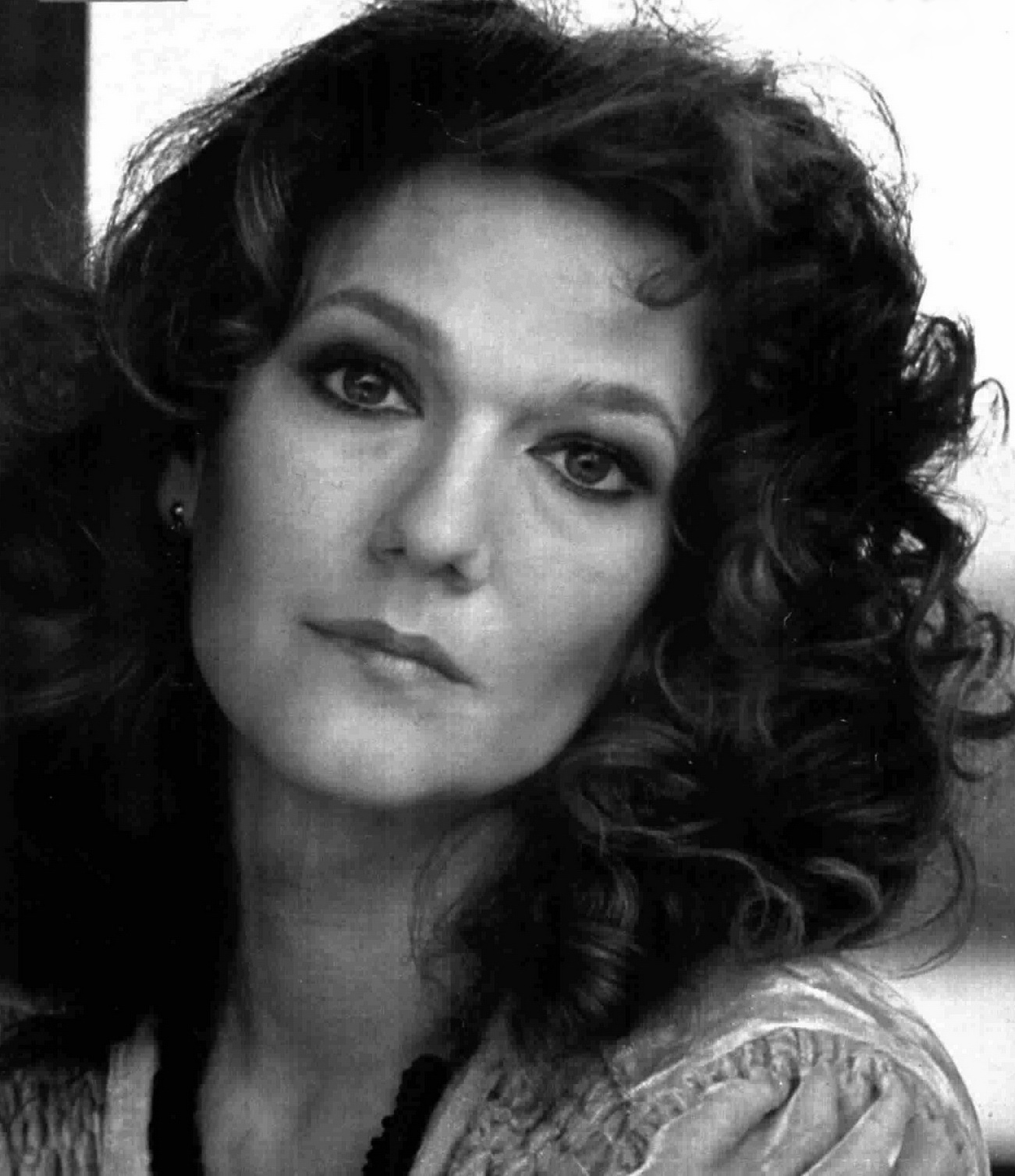
Rada Rassimov (1975)

Rada Rassimov, Geburtsname Rada Đerasimović, kyrillisch: Рада Ђерасимовић (* 1941, nach anderen Quellen 1938, in Triest) ist eine italienische Schauspielerin.

## Leben
Rada Rassimov, die serbisch-kroatische Vorfahren hat, wurde als Tochter von Velimir und Vera Đerasimović (geborene Petrijević) geboren. Sie hatte zwei Brüder. Ihr Bruder Ivan Rassimov, nach einigen Quellen ihr Zwillingsbruder, wurde ebenfalls Schauspieler. Ihr jüngerer Bruder Milorad (* 1945), mittlerweile im Ruhestand, war Musiklehrer in Triest.
Sie besuchte gemeinsam mit ihren Brüdern die „Jovan Miletić“-Schule (ital.: Scuola Privata Scuola Elementare Serba Jovan Miletic), eine serbische Privatschule in Triest, wo ihr Vater seit 1927 als Lehrer und Schulleiter tätig war. Später studierte sie an der Universität Rom. In Rom nahm sie gemeinsam mit ihrem Bruder Schauspielunterricht. Ihre Karriere begann, ebenso wie die ihres Bruders Ivan, in den 1960er Jahren mit der Mitwirkung in einigen italienischen Fotoromanen des Verlagshauses Lancio.
Rassimovs Filmkarriere war hauptsächlich in den 1960er und 1970er Jahren. Rassimov spielte in einer Vielzahl verschiedener Genres. Häufig war sie in Western, Spaghetti-Western, Horrorfilmen und Abenteuerfilmen zu sehen.
Ihre erste Hauptrolle hatte sie in dem Italo-Western Lanky Fellow – Der einsame Rächer (1966), in dem sie neben Craig Hill (als Kopfgeldjäger Lanky Fellow) und George Martin (als Gus Kennebeck) die Stadtbewohnerin Isabelle Kennebeck, die Ehefrau des Banditen Kennebeck, spielte. Ihre vielleicht bekannteste Rolle hatte sie als Prostituierte María in dem Italo-Western Zwei glorreiche Halunken (1966) von Sergio Leone, in der sie von dem sozio-pathischen Söldner Angel Eyes (Lee Van Cleef) brutal geschlagen wird. In dem Spaghetti-Western Django – Dein Henker wartet (1967) von  Edoardo Mulargia war sie als Mary Foster die Filmschwester ihres Bruders Ivan Rassimov. In dem Italo-Western Django spricht kein Vaterunser (1968) hatte sie als Mrs. Treble eine Nebenrolle; in Django und die Bande der Bluthunde (1969) war sie die von Django gerettete Alida Murdock, die Ehefrau des skrupellosen Ex-Majors Murdock.
In dem Kriminalfilm Die neunschwänzige Katze (1971) spielte sie Bianca Merusi, die Verlobte des Vererbungsforschers Dr. Calabresi; in dem Horrorfilm Baron Blood (1972) von Mario Bava war sie die Okkultistin Christina Hoffmann.
In den 1970er Jahren arbeitete Rassimov hauptsächlich für das Fernsehen, ab 1975 dann fast ausschließlich für das italienische Fernsehen. Sie wirkte in mehreren damals populären Fernsehserien, Fernsehmehrteilern und Mini-Serien mit. Sie war u. a. in der deutschen Fernsehserie Die rote Kapelle (1972; als Widerstandskämpferin Margarete Barcza), in dem ZDF-Abenteuervierteiler Michael Strogoff (1976; als Zigeunerin Sangarre an der Seite von Raimund Harmstorf und Valerio Popesco), in den italienischen Fernsehserien Processo a Maria Tarnowska (1977) und Bel Ami (als Madeleine Forestier) und in der internationalen Mini-Serie Orient-Express (als Wanda) zu sehen.
In den 1980er Jahren folgten weitere Fernseharbeiten (u. a. in der Miniserie I giochi del diavolo), gelegentlich auch Kinoauftritte, wie in Russicum – I giorni del diavolo (1988) von Pasquale Squitieri. Ihr letzter Kinofilm war Perdutoamor (2003), das Regiedebüt von Franco Battiato.
Ihre deutschen Synchronsprecherinnen waren u. a. Karin Kernke, Renate Küster und Beate Hasenau.
Rassimov trat auch als Produzentin von zwei Opernfilmen (Tosca, 1993; La traviata, 2001) hervor, für die sie zwei Primetime Emmy Awards gewann. Rassimov galt als Sex-Symbol. In dem italienischen Männermagazin Playmen erschien in der Ausgabe 5/67 eine erotische Fotostrecke mit Rassimov.
Rassimov war mit dem italienischen Schauspieler Gianni Musy († 2011) verheiratet; aus der Ehe gingen zwei Töchter hervor. Rassimov lebt in Paris.

## Filmografie (Auswahl)
- 1962: Una tragedia americana  (TV-Miniserie)
- 1963: Die Schlacht von Toledo (Sfida al re di Castiglia)
- 1964: I maniaci (in: Il week-end; Episodenfilm)
- 1966: Lanky Fellow – Der einsame Rächer ( Per il gusto di uccidere)
- 1966: Zwei glorreiche Halunken (Il buono, il brutto, il cattivo)
- 1967: Django – Dein Henker wartet (Non aspettare Django, spara)
- 1968: Django spricht kein Vaterunser (Quel caldo maledetto giorno di fuoco)
- 1969: Django und die Bande der Bluthunde (Django il bastardo)
- 1970: Der Löwe mit den sieben Köpfen (Der leone have sept cabeças)
- 1971: Die neunschwänzige Katze (Il gatto a nove code)
- 1972: Baron Blood (Gli orrori del castello di Norimberga)
- 1972: Die rote Kapelle (TV-Miniserie)
- 1974: In der Gewalt des Kindermörders (Fatevi vivi, la polizia non interverrà)
- 1974: Grandeur nature
- 1974: L’olandese scomparso (TV-Miniserie)
- 1976: Michael Strogoff (TV-Miniserie)
- 1977: Processo a Maria Tarnowska (TV-Miniserie)
- 1979: Bel Ami (TV-Miniserie)
- 1979/80: Orient-Express (TV-Miniserie)
- 1981: I giochi del diavolo (TV-Miniserie)
- 1983: Ende in Moll (Il quartetto Basileus)
- 1988: Russicum – Die Vatikan-Verschwörung (Russicum – I giorni del diavolo)
- 2003: Perdutoamor